# Hivatal Anikó
Hivatal Anikó, född 1814, död 1891, var en ungersk skådespelare. Hon gjorde sin debut 1825 och tillhörde till sin pensionering 1860 en av Ungerns mest uppmärksammade scenkonstnärer, särskilt uppskattad för sina roller som hjältinnor inom romantiska pjäser. 